# 즐거운 라디오 노주원입니다
 즐거운 라디오 노주원입니다는 TBN 부산교통방송(FM 94.9MHz)에서 주말 오후 16시부터 오후 17시 52분까지 방송했던 부산권 지역의 라디오 음악 프로그램이다.

## 코너

### 매일 코너
- 퀴즈 고고씽 - 출석체크와 함께하는 퀴즈

### 요일별 코너
- (토요일) 졸음타파 드라이브 뮤직 : 졸음운전 취약시간! 신나는 음악으로 졸음을 물리쳐요
- (토요일) 주원의 서재 : 책소개와 함께 책의 한구절을 읽어보면서 마음의 양식과 정서를 나누는 코너
- (토요일) 이동훤의 희희낙락 : 사회적 현실을 반영한 가족꽁트극장
- (일요일) 음차와 레차 : 음원차트를 올킬한 트렌드송과 레전드송이 함께 하는 세대공감 음악코너
- (일요일) 주원위키 : 뉴스기사 속 등장하는 낯선 단어를 제대로 파해쳐 상식을 UP!
- (일요일) 김광일의 뮤직톡톡 : 추억의 음악과 함께 하는 그시절로의 공감 토크